# Jezioro Miławskie
Jezioro Miławskie – jezioro w Polsce, położone w województwie wielkopolskim, w powiecie gnieźnieńskim, w gminie Trzemeszno, w pobliżu Miławy. 

## Opis
Według regionalizacji fizycznogeograficznej Polski jezioro znajduje się na obszarze Pojezierza Żnińsko-Mogileńskiego. Należy do Gospodarstwa Rybackiego Łysinin.

## Dane morfometryczne
Zwierciadło wody położone jest na wysokości 85,8 metrów. Maksymalna głębokość wynosi 5 metrów. Powierzchnia zwierciadła wody wynosi 14,2 ha.